# Hartlepool
Pour les autres significations, voir Hartlepool (borough).
Hartlepool est une ville d'Angleterre située dans le comté de Durham. Le borough d'Hartlepool compte 90 161 habitants.

## Sports
Le club de football Hartlepool United Football Club porte les couleurs de la ville.

## Jumelages
- Sète (France) depuis 1976[1]
- Hückelhoven (Allemagne)
- Muskegon (États-Unis)
- Sliema (Malte)

## La légende du singe
Selon une légende locale, un chasse-marée français fait naufrage sur les côtes de Hartlepool pendant les guerres napoléoniennes et le seul survivant est un singe qui porte un uniforme français. Ce singe a sans doute pour rôle de distraire l’équipage durant les longues traversées. En trouvant ce singe, les habitants décident de le traîner en justice séance tenante, sur la plage. Étant donné que l’animal est incapable de répondre à leurs questions, et comme beaucoup d'habitants du lieu n'ont aucune idée de ce à quoi peut ressembler un Français ni un singe, ils en concluent qu’il s’agit d’un espion français. En conséquence, dans un souci de prudence, le singe est condamné à mort et exécuté par pendaison au mât d’un navire de pêche qui se trouve à l'extrémité de la pointe de terre.
« Pendeurs de singes » (en anglais Monkey hangers) est un surnom parfois donné aux habitants de Hartlepool en référence à cette légende. Une variante de ce surnom est celui de Chimp choker (« étrangleur de chimpanzés »). Les habitants de Hartlepool ne considèrent guère ce sobriquet comme blessant. Ainsi, il est appliqué aux supporteurs du club local de football, le Hartlepool United, dont la mascotte s'appelle H’Angus the Monkey, un jeu de mots sur « hang us » (« pendez-nous »).
En 2002, Stuart Drummond fait campagne pour la mairie de Hartlepool (d'abord « pour la rigolade », selon lui), avec le costume de H’Angus the Monkey. Initialement, l'idée est seulement de redorer l'image terne du Hartlepool United en endossant le costume et le nom de sa mascotte. Le slogan retenu, « des bananes gratuites quotidiennes pour les écoliers », se révèle une promesse impossible à tenir du fait de son coût exorbitant, évalué à un million de livres sterling par an. Malgré cela, Stuart Drummond est élu, puis largement réélu trois ans plus tard ainsi qu'en 2009, faisant de lui le premier maire anglais élu trois fois de suite.
En 2005, un os de singe est retrouvé sur la plage à Seaton Carew. On ignore s'il a un rapport avec la victime de ce malentendu historique.
En 2012, Wilfrid Lupano et Jérémie Moreau publient chez Delcourt une bande dessinée adaptée de cette légende, intitulée Le Singe de Hartlepool. En référence à la légende du singe et à l'élection de Stuart Drummond, les auteurs de la BD ont écrit dans la postface : « Le singe qu'on croyait un homme a été pendu. L'homme qu'on voyait en singe a été élu. Et la comédie humaine... continue. » Les auteurs mettent aussi en exergue une citation de Dean William R.Inge (en) : « La nation est une société unie par des illusions sur ses ancêtres et par la haine commune de ses voisins ».

## Industries et social
La centrale nucléaire de Hartlepool se situe à proximité de la ville.
Le secteur industriel de la ville connaît ces dernières années un certain déclin avec notamment les fermetures successives des chantiers navals, des mines et des usines chimiques, la dernière aciérie ayant fermé en 2015.
La région de Hartlepool fait partie des régions où l'espérance de vie recule, pour la première fois depuis un siècle, alors qu'elle continue de progresser dans le reste du pays. Ainsi celle des hommes a chuté de plus d'un an, à 76 ans.
La ville présente une pauvreté structurelle. Près de 40 % des enfants vivent dans la pauvreté.

## Personnalités liées à la commune
- Janick Gers (1957-), l'un des guitaristes du groupe de heavy metal Iron Maiden, né à Hartlepool.
- Jemma Lowe (1990-), nageuse britannique spécialiste des épreuves de papillon, né à Hartlepool.
- Reg Smythe (1917-1998), créateur de la bande dessinée Andy Capp, né et mort à Hartlepool.
- Courtney Hadwin (2004-...), chanteuse de rock.